# Deutsche Fußballnationalmannschaft der Frauen/Olympische Spiele
Dieser Artikel beinhaltet eine ausführliche Darstellung der deutschen Fußballnationalmannschaft der Frauen bei den Olympischen Sommerspielen. Im Medaillenspiegel belegt Deutschland den zweiten Platz und gewann nach den USA die meisten Medaillen (darunter 2016 erstmals die Goldmedaille).

## Die Nationalmannschaft bei den Olympischen Spielen

### Übersicht
| Olympische Spiele in | Teilnahme bis …  | Gegner    | Ergebnis | Bemerkungen und Besonderheiten |
| -------------------- | ---------------- | --------- | -------- | --- |
| Atlanta 1996         | Vorrunde         | Brasilien | Vorrunde | Bettina Wiegmann erzielt das erste olympische Tor |
| Sydney 2000          | Spiel um Platz 3 | Brasilien | Bronze   | Erste Bronzemedaille seit 1988 für eine deutsche Fußballnationalmannschaft |
| Athen 2004           | Spiel um Platz 3 | Schweden  | Bronze   | Erneut Bronze |
| Peking 2008          | Spiel um Platz 3 | Japan     | Bronze   | Bronze-Hattrick |
| London 2012          | –                | –         | –        | Nach dem Viertelfinal-Aus bei der Heim WM 2011 konnten sich die DFB-Frauen erstmals nicht für die olympischen Spiele qualifizieren |
| Rio de Janeiro 2016  | Finale           | Schweden  | Gold     | Erste Goldmedaille für eine deutsche Fußballnationalmannschaft |
| Tokio 2020           | –                | –         | –        | Deutschland schied bei der WM 2019 im Viertelfinale gegen Schweden aus. Da sich die britischen Verbände zuvor darauf geeinigt hatten eine gemeinsame Mannschaft nach Tokio zu schicken, sofern England eine der drei besten Mannschaften bei der WM würde, was dann geschah und neben Schweden auch die Niederlande ins WM-Halbfinale einzogen, verpasste Deutschland die Qualifikation. |
| Paris 2024           | Spiel um Platz 3 | Spanien   | Bronze   | Vierte Bronzemedaille |

## Die Turniere

### Olympia 1996 in Atlanta
Deutschland qualifizierte sich durch das Erreichen des WM-Viertelfinales 1995 für das erste olympische Frauenfußballturnier. Im Eröffnungsspiel gegen Japan erzielte Bettina Wiegmann das erste olympische Tor überhaupt. Am Ende stand ein mühsamer 3:2-Sieg. Im zweiten Spiel gegen Norwegen verlor die deutsche Elf mit 2:3 und stand somit unter Druck. Im letzten Gruppenspiel musste ein Sieg gegen Brasilien her, doch es langte nur zu einem 1:1-Unentschieden. Nach dem Turnier trat Bundestrainer Gero Bisanz zurück. Tina Theune-Meyer übernahm den Posten.

### Olympia 2000 in Sydney
Für die Spiele 2000 hatte sich auch Berlin beworben, war aber bei der Abstimmung in der zweiten Runde gescheitert. Die deutsche Mannschaft qualifizierte sich dann durch den Viertelfinaleinzug bei der WM 1999 als eine der drei besten europäischen Mannschaften.
Beim zweiten olympischen Turnier lief es um einiges besser als bei der ersten Teilnahme. Drei Siege standen nach Abschluss der Vorrunde zu buche. Zunächst besiegte man die Australierinnen mit 3:0. Danach wurde Brasilien mit 2:1 besiegt und erfolgreich Revanche genommen. Birgit Prinz erzielte in diesem Spiel den ersten olympischen Doppelpack. Zum Abschluss gab es einen 1:0-Sieg gegen Schweden. Als Gruppensieger zog die Theune-Meyer-Elf ins Halbfinale ein und traf dort auf Norwegen. Wieder war die DFB-Elf den Skandinavierinnen unterlegen. Die Entscheidung fiel durch ein ebenso unglückliches wie kurioses Eigentor von Tina Wunderlich. Im kleinen Finale gewann die deutsche Auswahl mit 2:0 gegen Brasilien und sicherte sich die Bronzemedaille. Es war die erste olympische Medaille für den DFB seit 1988.

### Olympia 2004 in Athen
Zu Beginn des dritten olympischen Frauenfußballturniers sorgte die DFB-Elf für einen Paukenschlag. Die Nationalmannschaft Chinas wurde mit 8:0 vom Platz gefegt. Birgit Prinz erzielte in diesem Spiel alleine vier Tore. Im zweiten Gruppenspiel wurde die Auswahl Mexikos mit 2:0 geschlagen und Deutschland war Gruppensieger. Nach einem 2:1-Sieg gegen Nigeria im Viertelfinale wartete im Halbfinale die Auswahl der USA, die in der Verlängerung die deutsche Mannschaft mit 2:1 besiegte. Im kleinen Finale bezwang die deutsche Elf durch ein Tor von Renate Lingor die schwedische Auswahl und die Theune-Meyer-Elf konnte sich zum zweiten Mal über die Bronzemedaille freuen.

### Olympia 2008 in Peking
Während der Weltmeisterschaft 2007 in China qualifizierte sich die deutsche Mannschaft für die Olympischen Spiele. Dort kam es im ersten Gruppenspiel zu einer „Neuauflage“ des WM-Finales gegen Brasilien. Beide Mannschaften konnten kein Tor erzielen. Im zweiten und dritten Spiel der Vorrunde gegen Nigeria und Nordkorea gelangen 1:0-Siege, so dass sich Deutschland als Gruppenzweiter hinter Brasilien für das Viertelfinale qualifizieren konnte. Dort traf Deutschland auf Schweden und gewann 2:0 nach Verlängerung. Im Halbfinale verlor Deutschland erstmals ein Spiel gegen Brasilien (1:4) und spielte im kleinen Finale gegen Japan. Das Team besiegte die Asiatinnen durch zwei Tore von Fatmire Bajramaj – die erst 10 Minuten vor ihrem ersten Tor eingewechselt wurde – mit 2:0 und belegte somit erneut Platz 3.

### Olympia 2012 in London
Durch das Ausscheiden im Viertelfinale der Weltmeisterschaft 2011 gegen den späteren Weltmeister Japan verpasste die deutsche Mannschaft das olympische Fußballturnier in London, da Frankreich und Schweden das Halbfinale erreichten und damit die beiden vakanten europäischen Startplätze erhielten.

### Olympia 2016 in Rio de Janeiro

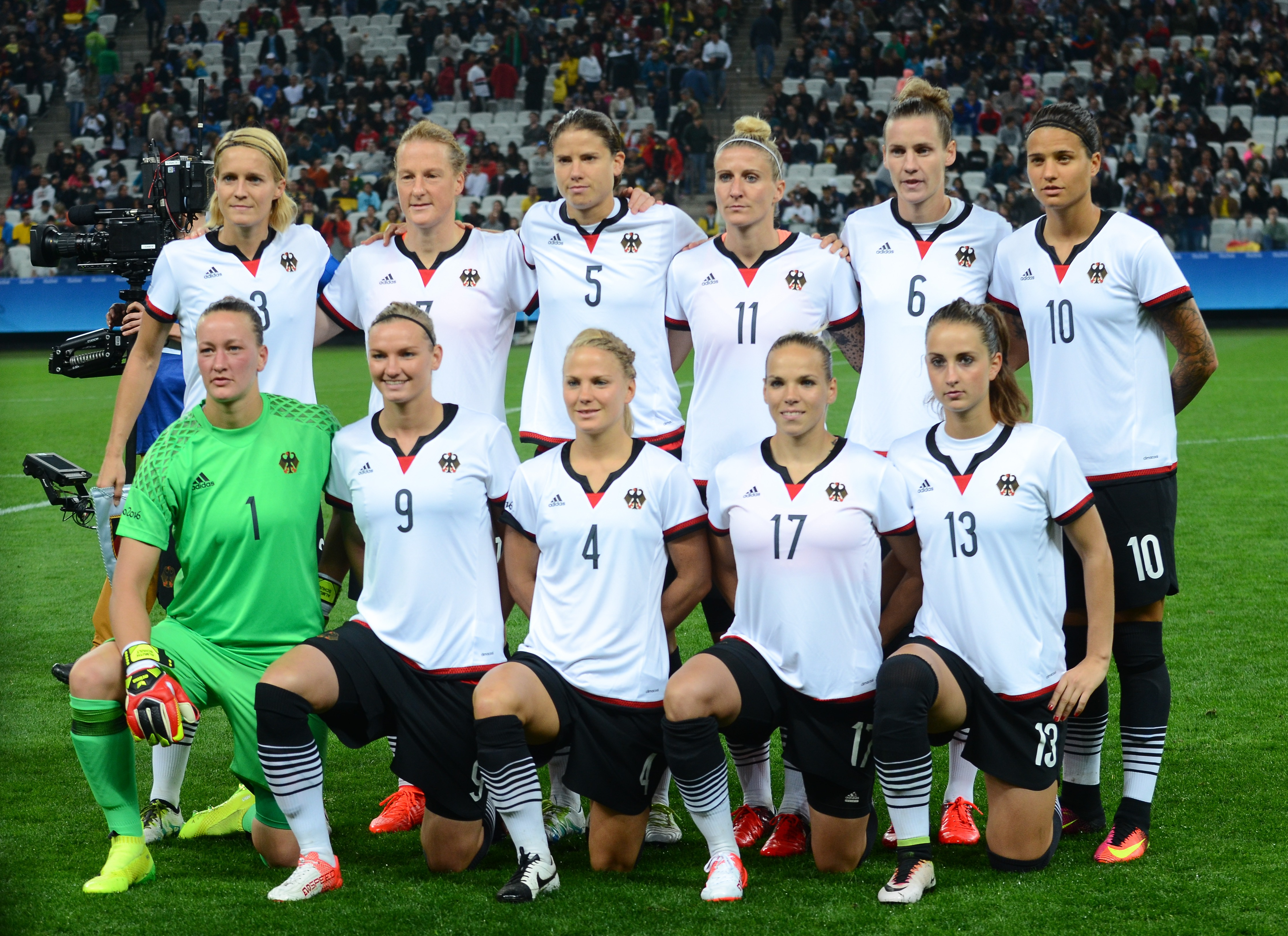
Die deutsche Mannschaft vor ihrem Auftaktspiel bei den Olympischen Spielen 2016 gegen Simbabwe

Durch das Erreichen des Viertelfinales bei der Weltmeisterschaft 2015 sicherte sich die deutsche Mannschaft einen der drei europäischen Startplätze, da aus Europa neben Deutschland nur England und Frankreich das Viertelfinale erreicht hatten. Für die Gruppenauslosung wurde die deutsche Mannschaft zusammen mit Gastgeber Brasilien und Weltmeister USA in Topf 1 gesetzt. Die beiden anderen europäischen Starter Frankreich und Schweden, das sich bei einem separaten Turnier den dritten europäischen Startplatz gesichert hatte, wurden zusammen mit Australien in Topf 2 gesetzt. Da nicht zwei Mannschaften aus einer Konföderation in eine Gruppe gelost werden können, stand schon vor der Auslosung fest, dass Deutschland auf Australien treffen wird. Als weitere Gegner wurden Kanada und Neuling Simbabwe zugelost, gegen den Deutschland noch nie gespielt hat. Deutschland startete gegen den Olympianeuling mit einem 6:2, musste sich dann gegen Australien mit einem 2:2 begnügen, das Kapitänin Saskia Bartusiak erst in der 89. Minute sicherte. Gegen Kanada, gegen das zuvor 12-mal gewonnen wurde, ging Deutschland zwar durch einen frühen von Melanie Behringer verwandelten Strafstoß in Führung, musste aber gegen die bereits für das Viertelfinale qualifizierten Kanadierinnen, die ohne ihre Rekordnationalspielerin und -torschützin Christine Sinclair sowie Janine Beckie antraten, die in den ersten beiden Spielen drei Tore erzielt hatte, noch zwei Gegentore durch Melissa Tancredi hinnehmen und verlor damit erstmals gegen Kanada. Da Australien, das im Parallelspiel Simbabwe ebenfalls mit 6:1 besiegte, gegen Kanada mit 0:2 verloren hatte, wurde Deutschland Zweiter und traf im Viertelfinale auf China. Nach einem 1:0-Sieg nutzte die Mannschaft die Chance, sich im Halbfinale für die Vorrundenniederlage gegen Kanada zu revanchieren, um erstmals das Finale zu erreichen. In diesem setzte sich Deutschland mit 2:1 gegen Schweden durch und gewann somit die erste Goldmedaille in der Historie des deutschen Fußballs.

### Olympia 2021 in Tokio
Durch die Viertelfinalniederlage bei der Weltmeisterschaft 2019 gegen Schweden verpasste die deutsche Mannschaft die für 2020 angesetzten Olympischen Spiele in Tokio, die dann wegen der COVID-19-Pandemie um ein Jahr verschoben werden mussten. Neben Schweden konnten sich noch England und die Niederlande für das Halbfinale der WM qualifizieren und nur die drei besten europäischen Mannschaften der WM konnten sich für die Olympischen Spiele qualifizieren. Im Unterschied zu 2015 hatten sich die britischen Verbände zuvor darauf geeinigt, eine gemeinsame Mannschaft nach Tokio zu schicken, wenn England eine der drei besten Mannschaften bei der WM würde.

### Olympia 2024 in Paris
Für die Teilnahme der europäischen Mannschaften war erstmals nicht das Abschneiden bei der vorherigen Weltmeisterschaft entscheidend, sondern die Platzierung bei der erstmals ausgetragenen UEFA Women’s Nations League. So konnte sich die deutsche Mannschaft, die bei der WM erstmals bereits in der Gruppenphase ausschied, wodurch die Qualifikation verpasst worden wäre, als Dritte des im Februar 2024 ausgetragenen Final Four Turnieres doch noch qualifizieren. Dabei startete die Qualifikation holprig, denn zum Auftakt wurde in Dänemark mit 0:2 verloren, wobei Co-Trainerin Britta Carlson die nach der WM erkrankte Bundestrainerin Martina Voss-Tecklenburg vertrat. Als deren Vertrag im November 2023 aufgelöst wurde, übernahm interimsweise wieder Horst Hrubesch die Mannschaft. Unter ihm gelang dann noch der Gruppensieg und die Qualifikation für das Final-Four-Turnier. Hier wurde zwar gegen Olympiagastgeber Frankreich im Halbfinale verloren, das Spiel um Platz 3 aber gegen die Niederlande gewonnen und damit konnte das Olympiaticket gebucht werden.
Bei der Auslosung der Endrundengruppen war die deutsche Mannschaft zusammen mit Japan und Kanada Topf 2 zugeordnet. Da in Topf 1 die beiden anderen europäischen Mannschaften Frankreich und Spanien zusammen mit der USA gesetzt waren und nicht zwei Mannschaften einer Konföderation in eine Gruppe durften, stand schon vor der Auslosung fest, dass die deutsche Mannschaft in die Gruppe mit Rekordolympiasieger USA gelost werden musste. Zugelost wurde zudem Australien und eine afrikanische Mannschaft, die sich erst nach der Auslosung qualifizieren konnte. Dies wurde Sambia, gegen das im dritten Gruppenspiel gespielt wurde und gegen das in der Vorbereitung auf die WM 2023 mit 2:3 verloren wurde. Mit Siegen gegen Australien (3:0) und Sambia (4:1) bei einer Niederlage gegen die USA (1:4) qualifizierten sich die deutschen Fußballerinnen für das Viertelfinale und trafen dort auf Titelverteidiger Kanada. Die Kanadierinnen gewannen in ihrer Gruppe alle drei Spiele, da ihnen aber wegen der Drohnenaffäre sechs Punkte abgezogen wurden, wurden sie nur Gruppenzweite. Nach torlosen 120 Minuten gewann die deutsche Mannschaft das Elfmeterschießen mit 4:2, wobei Torhüterin Ann-Katrin Berger zwei Elfmeter halten und einen selber verwandeln konnte. Auch gegen die USA blieben im Halbfinale die ersten 90 Minuten torlos, so dass es abermals zur Verlängerung kam, in der den US-Amerikanerinnen nach fünf Minuten das einzige Tor des Spiels gelang und die deutsche Mannschaft somit gegen Spanien zum vierten Mal um die Bronzemedaille spielte und diese durch einen 1:0-Sieg gewann. Das entscheidende Tor erzielte Giulia Gwinn per Elfmeter, wobei Berger in der neunten Minute der Nachspielzeit eine mögliche Verlängerung durch das Halten eines Elfmeters verhindern konnte.

## Statistiken
| Name                   | Turniere               | Spiele | Tore |   |   |   |
| ---------------------- | ---------------------- | ------ | ---- | - | - | - |
| Birgit Prinz           | 1996, 2000, 2004, 2008 | 19     | 10   | 3 | 0 | 0 |
| Kerstin Stegemann      | 1996, 2000, 2004, 2008 | 18     | 1    | 1 | 0 | 0 |
| Ariane Hingst          | 2000, 2004, 2008       | 16     | 1    | 1 | 0 | 0 |
| Renate Lingor          | 1996, 2000, 2004, 2008 | 16     | 4    | 1 | 0 | 0 |
| Melanie Behringer      | 2008, 2016             | 12     | 5    | 0 | 0 | 0 |
| Annike Krahn           | 2008, 2016             | 12     | 0    | 0 | 0 | 0 |
| Kerstin Garefrekes     | 2004, 2008             | 11     | 1    | 0 | 0 | 0 |
| Sandra Minnert         | 1996, 2000, 2004       | 11     | 0    | 0 | 0 | 0 |
| Alexandra Popp         | 2016, 2024             | 11     | 1    | 1 | 0 | 0 |
| Steffi Jones           | 2000, 2004             | 10     | 1    | 0 | 0 | 0 |
| Anja Mittag            | 2008, 2016             | 10     | 1    | 0 | 0 | 0 |
| Silke Rottenberg       | 2000, 2004             | 10     | 0    | 0 | 0 | 0 |
| Doris Fitschen         | 1996, 2000             | 8      | 0    | 1 | 0 | 0 |
| Bettina Wiegmann       | 1996, 2000             | 8      | 3    | 0 | 0 | 0 |
| Simone Laudehr         | 2008, 2016             | 7      | 1    | 1 | 0 | 0 |
| Nadine Angerer         | 2008                   | 6      | 0    | 0 | 0 | 0 |
| Saskia Bartusiak       | 2016                   | 6      | 1    | 0 | 0 | 0 |
| Ann-Katrin Berger      | 2024                   | 6      | 0    | 0 | 0 | 0 |
| Jule Brand             | 2024                   | 6      | 1    | 2 | 0 | 0 |
| Klara Bühl             | 2024                   | 6      | 1    | 0 | 0 | 0 |
| Lena Goeßling          | 2016                   | 6      | 0    | 0 | 0 | 0 |
| Giulia Gwinn           | 2024                   | 6      | 2    | 1 | 0 | 0 |
| Kathrin Hendrich       | 2024                   | 6      | 0    | 1 | 0 | 0 |
| Tabea Kemme            | 2016                   | 6      | 0    | 0 | 0 | 0 |
| Melanie Leupolz        | 2016                   | 6      | 1    | 0 | 0 | 0 |
| Leonie Maier           | 2016                   | 6      | 0    | 1 | 0 | 0 |
| Dzsenifer Marozsán     | 2016                   | 6      | 1    | 1 | 0 | 0 |
| Janina Minge           | 2024                   | 6      | 0    | 1 | 0 | 0 |
| Sjoeke Nüsken          | 2024                   | 6      | 0    | 0 | 0 | 0 |
| Conny Pohlers          | 2004, 2008             | 6      | 2    | 0 | 0 | 0 |
| Almuth Schult          | 2016                   | 6      | 0    | 0 | 0 | 0 |
| Sara Däbritz           | 2016                   | 5      | 3    | 0 | 0 | 0 |
| Inka Grings            | 2000                   | 5      | 1    | 0 | 0 | 0 |
| Marina Hegering        | 2024                   | 5      | 1    | 1 | 0 | 0 |
| Sydney Lohmann         | 2024                   | 5      | 0    | 0 | 0 | 0 |
| Maren Meinert          | 2000                   | 5      | 0    | 0 | 0 | 0 |
| Felicitas Rauch        | 2024                   | 5      | 0    | 1 | 0 | 0 |
| Lea Schüller           | 2024                   | 5      | 3    | 0 | 0 | 0 |
| Elisa Senß             | 2024                   | 5      | 1    | 0 | 0 | 0 |
| Pia Wunderlich         | 1996, 2004             | 5      | 2    | 0 | 0 | 0 |
| Fatmire Alushi         | 2008                   | 4      | 2    | 0 | 0 | 0 |
| Linda Bresonik         | 2008                   | 4      | 0    | 1 | 0 | 0 |
| Sonja Fuss             | 2004                   | 4      | 0    | 0 | 0 | 0 |
| Isabel Kerschowski     | 2016                   | 4      | 0    | 0 | 0 | 0 |
| Viola Odebrecht        | 2004                   | 4      | 0    | 0 | 0 | 0 |
| Babett Peter           | 2008, 2016             | 4      | 0    | 0 | 0 | 0 |
| Célia Šašić            | 2008                   | 4      | 0    | 0 | 0 | 0 |
| Sandra Smisek          | 2008                   | 4      | 0    | 0 | 0 | 0 |
| Petra Wimbersky        | 2004                   | 4      | 1    | 0 | 0 | 0 |
| Birgitt Austermühl     | 1996                   | 3      | 0    | 0 | 0 | 0 |
| Isabell Bachor         | 2004                   | 3      | 1    | 1 | 0 | 0 |
| Patricia Brocker       | 1996                   | 3      | 0    | 0 | 0 | 0 |
| Sara Doorsoun          | 2024                   | 3      | 0    | 0 | 0 | 0 |
| Vivien Endemann        | 2024                   | 3      | 0    | 0 | 0 | 0 |
| Laura Freigang         | 2024                   | 3      | 0    | 0 | 0 | 0 |
| Manuela Goller         | 1996                   | 3      | 0    | 0 | 0 | 0 |
| Sarah Günther          | 2004                   | 3      | 0    | 0 | 0 | 0 |
| Mandy Islacker         | 2016                   | 3      | 0    | 0 | 0 | 0 |
| Heidi Mohr             | 1996                   | 3      | 1    | 0 | 0 | 0 |
| Martina Müller         | 2004                   | 3      | 1    | 0 | 0 | 0 |
| Jutta Nardenbach       | 1996                   | 3      | 0    | 0 | 0 | 0 |
| Silvia Neid            | 1996                   | 3      | 0    | 0 | 0 | 0 |
| Bibiane Schulze Solano | 2024                   | 3      | 0    | 0 | 0 | 0 |
| Josephine Henning      | 2016                   | 2      | 0    | 1 | 0 | 0 |
| Melanie Hoffmann       | 2000                   | 2      | 0    | 0 | 0 | 0 |
| Svenja Huth            | 2016                   | 2      | 0    | 1 | 0 | 0 |
| Sarai Linder           | 2024                   | 2      | 0    | 0 | 0 | 0 |
| Navina Omilade         | 2004                   | 2      | 0    | 0 | 0 | 0 |
| Martina Voss           | 1996                   | 2      | 0    | 0 | 0 | 0 |
| Tina Wunderlich        | 2000                   | 2      | 0    | 0 | 0 | 0 |
| Nicole Anyomi          | 2024                   | 1      | 0    | 0 | 0 | 0 |
| Nicole Brandebusemeyer | 2000                   | 1      | 0    | 0 | 0 | 0 |
| Jeannette Götte        | 2000                   | 1      | 0    | 0 | 0 | 0 |
| Stefanie Gottschlich   | 2000                   | 1      | 0    | 0 | 0 | 0 |
| Claudia Müller         | 2000                   | 1      | 0    | 0 | 0 | 0 |

Bislang (Stand: 9. August 2024) wurden 75 Spielerinnen bei Olympischen Spielen eingesetzt. Renate Lingor, Birgit Prinz und Kerstin Stegemann nahmen bisher als einzige Spielerinnen an vier Olympischen Spielen teil. Prinz hat als einzige Spielerin alle Partien von 1996 bis 2008 bestritten, ihre 19 Spiele waren olympischer Rekord. 28 Spielerinnen erzielten insgesamt 55 Tore. Zudem profitierte die deutsche Mannschaft von drei Eigentoren. Bislang wurde noch keine deutsche Spielerin des Feldes verwiesen. Als erste gegnerische Spielerin wurde die Chinesin Wang Shanshan 2016 im Viertelfinale mit Gelb-Roter Karte vom Platz gestellt. Sie hatte eine Minute nach ihrer Einwechslung zur zweiten Halbzeit die Gelbe Karte erhalten und dann elf Minuten später die Gelb-Rote Karte.

### Bilanz gegen die anderen Olympiasieger bei Olympischen Spielen
- Kanada: 3 Spiele – 1 Sieg, 1 Unentschieden (im Elfmeterschießen gewonnen), 1 Niederlage – 3:2 Tore, 4:2 i. E.
- Norwegen: 2 Spiele – 2 Niederlagen – 2:4 Tore
- USA: 3 Spiele – 3 Niederlagen – 2:7 Tore

## Spiele
| Nr. | Datum      | Ergebnis             | Gegner      | Austragungsort         | A/H/* | Anlass           | Bemerkung |
| --- | ---------- | -------------------- | ----------- | ---------------------- | ----- | ---------------- | --- |
| 1   | 21.07.1996 | 3:2                  | Japan       | Birmingham (USA)       | *     | Vorrunde         | Erstes OS-Spiel Bettina Wiegmann erzielt das erste Tor im olympischen Frauenfußball |
| 2   | 23.07.1996 | 2:3                  | Norwegen    | Washington, D.C. (USA) | *     | Vorrunde         | 100. Länderspiel von Heidi Mohr |
| 3   | 25.07.1996 | 1:1                  | Brasilien   | Birmingham (USA)       | *     | Vorrunde         | Letztes Länderspiel unter Gero Bisanz 111. und letztes Länderspiel von Silvia Neid |
| 4   | 13.09.2000 | 3:0                  | Australien  | Canberra (AUS)         | A     | Vorrunde         | Erstes Länderspiel gegen Australien Erstes Spiel gegen einen amtierenden Ozeanienmeister |
| 5   | 16.09.2000 | 2:1                  | Brasilien   | Canberra (AUS)         | *     | Vorrunde         | |
| 6   | 19.09.2000 | 1:0                  | Schweden    | Melbourne (AUS)        | *     | Vorrunde         | |
| 7   | 24.09.2000 | 0:1                  | Norwegen    | Sydney (AUS)           | *     | Halbfinale       | |
| 8   | 28.09.2000 | 2:0                  | Brasilien   | Sydney (AUS)           | *     | Spiel um Platz 3 | Deutschland gewinnt zum ersten Mal die olympische Bronzemedaille |
| 9   | 11.08.2004 | 8:0                  | China       | Patras (GRE)           | *     | Vorrunde         | Höchster OS-Sieg |
| 10  | 17.08.2004 | 2:0                  | Mexiko      | Athen (GRE)            | *     | Vorrunde         | |
| 11  | 20.08.2004 | 2:1                  | Nigeria     | Patras (GRE)           | *     | Viertelfinale    | |
| 12  | 23.08.2004 | 1:2 n. V.            | USA         | Iraklio (GRE)          | *     | Halbfinale       | |
| 13  | 26.08.2004 | 1:0                  | Schweden    | Athen (GRE)            | *     | Spiel um Platz 3 | Deutschland gewinnt zum zweiten Mal die olympische Bronzemedaille 100. Länderspiel von Silke Rottenberg |
| 14  | 06.08.2008 | 0:0                  | Brasilien   | Shenyang (CHN)         | *     | Vorrunde         | |
| 15  | 09.08.2008 | 1:0                  | Nigeria     | Shenyang (CHN)         | *     | Vorrunde         | |
| 16  | 12.08.2008 | 1:0                  | Nordkorea   | Tianjin (CHN)          | *     | Vorrunde         | |
| 17  | 15.08.2008 | 2:0 n. V.            | Schweden    | Shenyang (CHN)         | *     | Viertelfinale    | |
| 18  | 18.08.2008 | 1:4                  | Brasilien   | Shanghai (CHN)         | *     | Halbfinale       | Erste Niederlage gegen Brasilien Eine der beiden höchsten OS-Niederlagen (zudem ein 1:4 gegen die USA bei den Spielen 2024) |
| 19  | 21.08.2008 | 2:0                  | Japan       | Peking (CHN)           | *     | Spiel um Platz 3 | Deutschland gewinnt zum dritten Mal die olympische Bronzemedaille Birgit Prinz egalisiert mit ihrem 188. Spiel den Europarekord von Hege Riise 149. und letztes Länderspiel von Renate Lingor                                                           |
| 20  | 03.08.2016 | 6:1                  | Simbabwe    | São Paulo (BRA)        | *     | Vorrunde         | Erstes Länderspiel gegen Simbabwe Erstes Spiel in Brasilien |
| 21  | 06.08.2016 | 2:2                  | Australien  | São Paulo (BRA)        | *     | Vorrunde         | |
| 22  | 09.08.2016 | 1:2                  | Kanada      | Brasília (BRA)         | *     | Vorrunde         | Erste Niederlage gegen Kanada |
| 23  | 12.08.2016 | 1:0                  | China       | Salvador (BRA)         | *     | Viertelfinale    | |
| 24  | 16.08.2016 | 2:0                  | Kanada      | Belo Horizonte (BRA)   | *     | Halbfinale       | 300. Länderspielsieg 100. Länderspiel von Saskia Bartusiak |
| 25  | 19.08.2016 | 2:1                  | Schweden    | Rio de Janeiro (BRA)   | *     | Finale           | Deutschland gewinnt zum ersten Mal die olympische Goldmedaille Letztes Länderspiel unter Silvia Neid 137. und letztes Länderspiel von Annike Krahn 123. und letztes Länderspiel von Melanie Behringer 101. und letztes Länderspiel von Saskia Bartusiak |
| 26  | 25.07.2024 | 3:0                  | Australien  | Marseille (FRA)        | *     | Vorrunde         | |
| 27  | 28.07.2024 | 1:4                  | USA         | Marseille (FRA)        | *     | Vorrunde         | Eine der beiden höchsten OS-Niederlagen (zudem ein 1:4 gegen Brasilien bei den Spielen 2008) |
| 28  | 31.07.2024 | 4:1                  | Sambia      | Saint-Étienne (FRA)    | *     | Vorrunde         | |
| 29  | 03.08.2024 | 0:0 n. V.; 4:2 i. E. | Kanada (TV) | Marseille (FRA)        | *     | Viertelfinale    | Erstes Unentschieden gegen Kanada |
| 30  | 06.08.2024 | 0:1 n. V.            | USA         | Lyon (FRA)             | *     | Halbfinale       | |
| 31  | 09.08.2024 | 1:0                  | Spanien*    | Lyon (FRA)             | *     | Spiel um Platz 3 | Deutschland gewinnt zum vierten Mal die olympische Bronzemedaille Letztes Länderspiel in der zweiten Amtszeit von Interimsbundestrainer Horst Hrubesch 42. und letztes Länderspiel von Marina Hegering                                                  |

## Rekorde
- Die meisten Bronzemedaillen: 4 (2000, 2004, 2008 und 2024)
- Höchster Sieg: 8:0 gegen China (2000, Vorrunde)
- Erste Spielerin mit 3 Toren in einem Spiel: Birgit Prinz beim 8:0 gegen China am 11. August 2004 zum 1:0, 2:0 und 4:0. Zudem erzielte sie das 7:0, womit sie die erste Spielerin mit vier Toren in einem Spiel war (2021 von der Niederländerin Vivianne Miedema beim 10:3 und der Chinesin Wang Shuang beim 4:4 gegen Sambia eingestellt).
- Die meisten Spielminuten in Folge ohne Gegentor: Nadine Angerer 433 Minuten, 2008
- Die meisten Spiele in Folge ohne Gegentor: 5 (2004/Spiel um Platz 3 – 2008/Viertelfinale)
- Erste Mannschaft, die die Gruppenphase ohne Gegentor überstand: 2004 mit 10:0 Toren in zwei Spielen
- Erste und einzige Mannschaft, die die Gruppenphase zweimal ohne Gegentor überstand: 2004 mit 10:0 Toren in zwei Spielen und 2008 mit 2:0 Toren in vier Spielen
- Die häufigsten Paarungen: Deutschland gegen Brasilien – 5 (1996, 2000/2, 2008/2), USA gegen Japan – 5 (2004, 2008/2, 2012, 2024) und USA gegen Brasilien (2000, 2004/2, 2008, 2024)

Bei den Olympischen Spielen gelang gegen folgende Staaten der höchste Sieg der deutschen Länderspielgeschichte:
- Australien 3:0 (2000 und 2024, Vorrunde) – zudem ein 5:2 in einem Freundschaftsspiel
- China 8:0 (2004, Vorrunde) – höchster Sieg einer Mannschaft bei Olympischen Spielen
- Sambia 4:1 (2024, Vorrunde) – erster Sieg gegen Sambia
- Simbabwe 6:1 (2016, Vorrunde) – erstes Spiel gegen Simbabwe

Bei Olympischen Spielen kassierte die deutsche Mannschaft gegen folgende Staaten die höchsten Niederlagen ihrer Länderspielgeschichte:
- Brasilien 1:4 (2008, Halbfinale) – erste Niederlage gegen Brasilien
- Kanada 1:2 (2016, Vorrunde) – zudem ein 0:1 beim Arnold Clark Cup 2022